# Músculo estriado
El músculo estriado
es un tipo de músculo que está compuesto por células largas rodeadas por una membrana celular. Dichas fibras musculares son células que contienen múltiples núcleos, y en las que se observa, al verlas a través de un microscopio, estrías longitudinales y transversales, que mantienen el mismo grosor. Estas fibras poseen  filamentos que constituyen los sarcómeros y mediante la repetición de estos últimos, forman la miofibrilla.

## Características
La fibra muscular estriada:
- De color rojo oscuro.
- Estrías microscópicas.
- Tiene como unidad fundamental el sarcómero.[3]

El músculo estriado formado por fibras musculares esqueléticas, muestra numerosos núcleos que se localizan en la periferia de la célula, cerca del sarcolema.
Esta localización característica ayuda a diferenciar el músculo cardíaco, ambos muestran estriaciones transversales, pero en el músculo cardíaco el núcleo es central y único, ya que las células tienen uno solo.
esquelético
El diámetro de las fibras musculares estriadas del músculos esquelético, oscila entre 10 y 1000 micrómetros (μm). ¿1 Milímetro de diámetro ?
Los músculos esqueléticos son los que están inervados (reciben estimulación a través de un nervio) a partir del sistema nervioso central y, debido a que este se halla, en parte, bajo control consciente, se llaman músculos voluntarios.
La mayor parte de los músculos esqueléticos están unidos a zonas del esqueleto mediante inserciones de tejido conjuntivo llamadas tendones.
Las contracciones del músculo esquelético permiten los movimientos de los distintos huesos y cartílagos del esqueleto. Los músculos esqueléticos forman la mayor parte de la masa corporal de los vertebrados.

## Fibras musculares
|                                         | Tipo 1                | Tipo 2 a                                    | Tipo 3 x                                   | Tipo 4 b                    |
| --------------------------------------- | --------------------- | ------------------------------------------- | ------------------------------------------ | --------------------------- |
| Tiempo de contracción                   | Lento                 | Moderadamente rápido                        | Rápido                                     | Muy rápido                  |
| Tamaño de la motoneurona                | Pequeño               | Mediano                                     | Grande                                     | Muy grande                  |
| Resistencia a la fatiga                 | Bastante alta         | Alta                                        | Media                                      | Baja                        |
| Tipo de actividad                       | Aeróbica              | Anaeróbica larga                            | Anaeróbica corta                           | Anaeróbica corta            |
| Máximo tiempo de uso                    | Horas                 | <30 minutos                                 | <10 min.                                   | <1 min.                     |
| Fuerza producida                        | Baja                  | Media                                       | Alta                                       | Muy alta                    |
| Densidad mitocondrial                   | Muy ultra             | Alta                                        | Media                                      | Baja                        |
| Irrigación (densidad de capilares)      | Alta                  | Media                                       | Baja                                       | Baja                        |
| Capacidad oxidativa                     | Alta                  | Alta                                        | Media                                      | Baja                        |
| Capacidad glucolítica                   | Baja                  | Alta                                        | Alta                                       | Alta                        |
| Fuente de energía                       | Triglicéridos         | Adenosín trifosfato, glucógeno              | ATP, adenosín trifosfato, glucógeno (poco) | ATP, adenosín trifosfato    |
| Nota                                    | Consume ácido láctico | Produce ácido láctico y adenosín trifosfato | Consume adenosín trifosfato                | Consume adenosín trifosfato |
| Cadena pesada de miosina, genes humanos | MYH7                  | MYH2                                        | MYH1                                       | MYH4                        |

La fibra muscular estriada y sus características:
- De color rojo oscuro.
- Estrías (microscopía).
- Unida a huesos o piel.
- Actos voluntarios.
- Contracción rápida (p. ej.: bíceps, tríceps —son músculos voluntarios, es decir, que se pueden contraer conscientemente—).
- Mediante una orden del cerebro (excepto el corazón: un músculo involuntario formado por un tipo de fibra estriada especial, el miocardio).
- Gruesa y lisa.

<!-
-->